# Claudette Abela Baldacchino

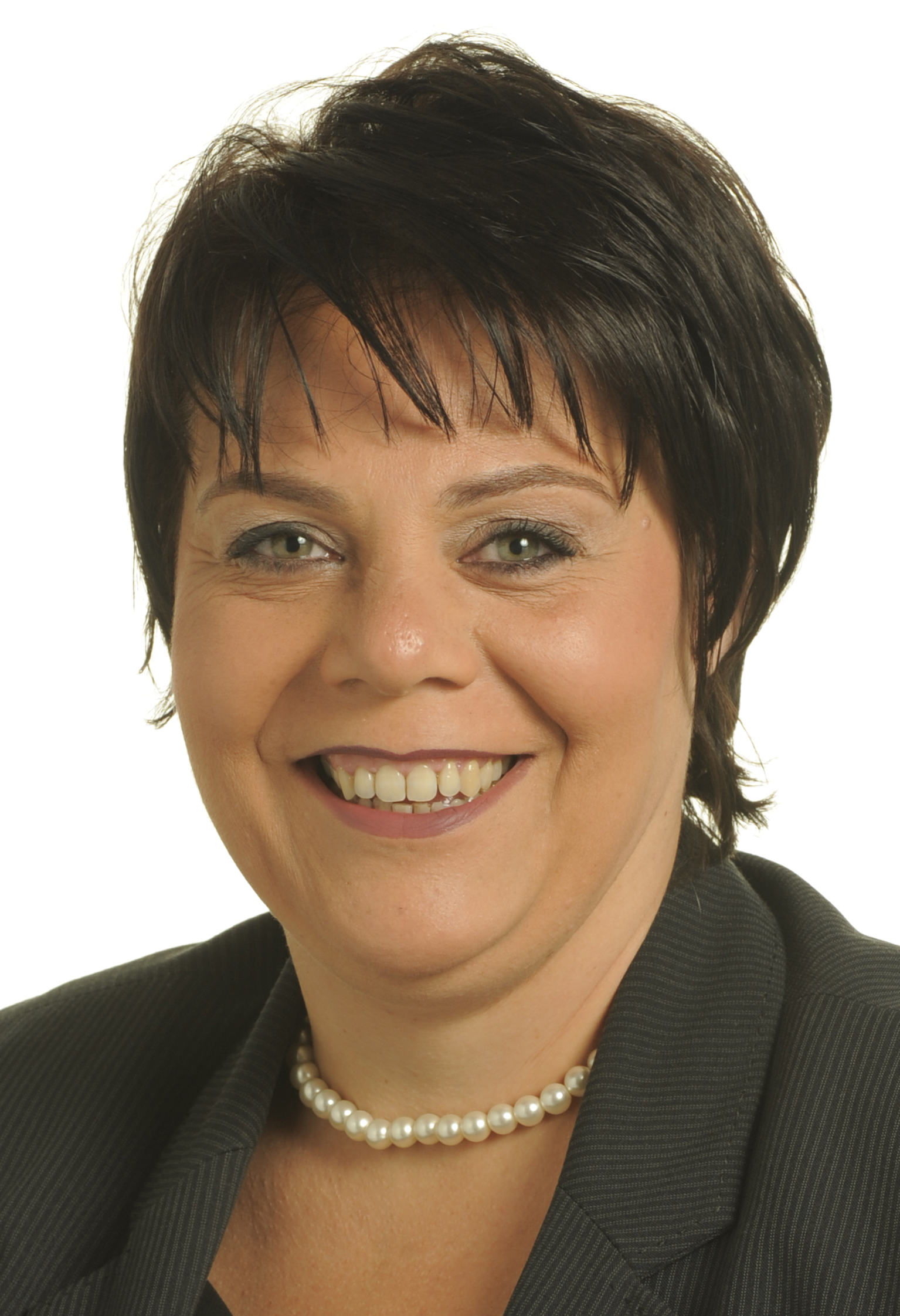
Claudette Abela Baldacchino

Claudette Abela Baldacchino (* 17. Februar 1973) ist eine maltesische Politikerin der Partit Laburista und Journalistin.

## Leben
Baldacchino studierte Sozialwissenschaften. Sie war von 1992 bis 1996 Beschäftigte im öffentlichen Dienst. Von 1995 bis 2011 war sie als Radio- und Fernsehjournalistin tätig. Baldacchino rückte am 25. April 2013 in das Europäische Parlament nach und schied mit Ablauf der 7. Wahlperiode am 30. Juni 2014 aus.